# Francisco de Morais
Francisco de Morais, auch Francisco de Morais Cabral oder Francisco de Moraes (* um 1500 in Bragança; † 1572 in Évora) war ein portugiesischer Romanschriftsteller und Schatzmeister.

## Leben
Morais war Schatzmeister im Haushalt des portugiesischen Königs Johann III. Er kam 1540 als Sekretär des portugiesischen Botschafters nach Paris und begann dort den Ritterroman Palmeirim de Inglaterra zu schreiben, die ungeheuer populär wurde. Das Buch gilt nach Amadis de Gaula als zweites wichtiges Werk dieses Genres. Es war 1544 fertiggestellt und erschien 1547 zuerst als Palmerín de Inglaterra in spanischer Übersetzung. Die erste portugiesische Ausgabe lag 1567 vor. Wegen ihres klaren Stils ist die Romanze sogar von Miguel de Cervantes gepriesen worden. Morais schrieb auch drei moralische Zwiegespräche. Er wurde in Évora ermordet.
| Personendaten    | Personendaten                                                          |
| ---------------- | ---------------------------------------------------------------------- |
| NAME             | Morais, Francisco de                                                   |
| ALTERNATIVNAMEN  | Morais Cabral, Francisco de (vollständiger Name); Moraes, Francisco de |
| KURZBESCHREIBUNG | portugiesischer Romanschriftsteller und Schatzmeister                  |
| GEBURTSDATUM     | um 1500                                                                |
| GEBURTSORT       | Bragança                                                               |
| STERBEDATUM      | 1572                                                                   |
| STERBEORT        | Évora                                                                  |